# Rob Krier
Robert (Rob) Krier (Grevenmacher, 10 juni 1938 – Berlijn, 20 november 2023) was een Luxemburgs architect, designer, filosoof en hoogleraar aan de Technische Universiteit Wenen, Oostenrijk. Sinds 1993 had hij samen met Christoph Kohl een eigen architectenbureau in Berlijn, Duitsland. Hij was de oudere broer van de architect Léon Krier.

## Carrière
Krier studeerde architectuur aan de Technische Universiteit München van 1959 tot 1964. Na het behalen van zijn diploma werkte hij samen met Oswald Mathias Ungers in Keulen en Berlijn (1965-1970) en met Frei Otto in Berlijn en Stuttgart. Van 1973 tot 1975 was hij assistent-docent aan de Universiteit van Stuttgart. Van 1975 tot 1998 was hij hoogleraar aan de Technische Universiteit van Wenen. Daarnaast had hij van 1992 tot 2004 een eigen bureau met Nicolas Lebunetel in Montpellier.

## Nederland

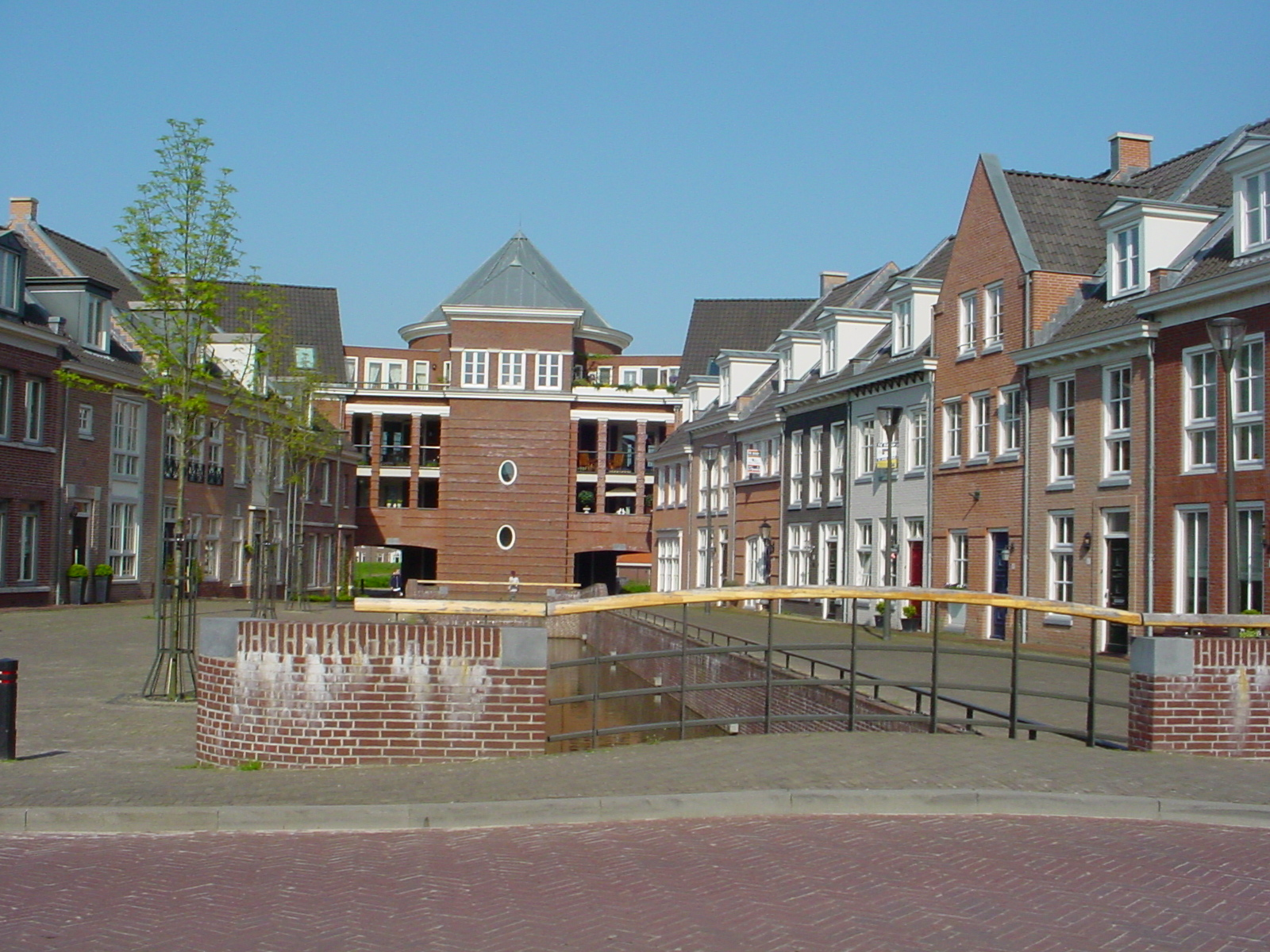
Brandevoort

Het bureau van Krier en Kohl realiseerde in Nederland diverse projecten, waaronder 
De Resident in Den Haag (1989-2001), Noorderhof in Amsterdam (1995-1999), Meander in Amsterdam (1995-2006), Brandevoort bij Helmond (vanaf 1996), Citadel Broekpolder in Beverwijk-Heemskerk (vanaf 2001), Gildenkwartier in Amersfoort (1997-2005), Landstraat-Noord in Bussum en Haverleij bij 's-Hertogenbosch (1998-2011).
Kriers Traditionalisme stuitte onder Nederlandse architecten en critici op veel weerstand: zijn werk zou oneigentijds zijn en getuigen van een kitscherig verlangen naar een voorbije tijd. Maar hij had juist veel succes bij projectontwikkelaars, wethouders en corporaties, die hem grote opdrachten verstrekten. Ook vond zijn manier van stedenbouw veel navolging.
Krier overleed op 20 november 2023 op 85-jarige leeftijd in Berlijn.